# Backport
Un backport es la acción de hacer modificaciones a una versión antigua de un software con aportes o parches originados en versiones posteriores.

## Características
La situación más común de un backport se puede ejemplificar de la siguiente manera:
- El software versión 2.0 tiene un problema de seguridad, pero este problema de seguridad es heredado de la versión 1.0
- El problema de seguridad se corrige y se logra aplicar a la versión 2.0
- El problema también se logra corregir en la versión 1.0, con el aporte de la solución aplicada en la versión 2.0

Esto se logra con la revisión de las dos versiones, tanto la nueva como la anterior.
También el término backport puede aplicarse a la siguiente situación: el proyecto Debian es conocido por su gran estabilidad en los sistemas GNU/Linux, contiene paquetes y programas que son probados por mucho tiempo, asegurando la mayor seguridad y estabilidad posible, pero también haciendo que los programas que salen en la versión estable sean algo antiguos. Un ejemplo sucede con Debian GNU/Linux 5.0 Lenny, donde incluye el paquete OpenOffice.org 2.4, mientras que la versión actual de OpenOffice.org es la versión 3.1.
Un grupo de desarrolladores, usuarios y demás colaboradores ha creado un proyecto llamado backports, que logra crear toda la paquetería necesaria para que las versiones de Debian GNU/Linux de la rama stable (estables) cuenten con versiones más recientes de los programas, por lo menos los más comunes. A este tipo de paquetes se les llama entonces backports.